# Kazimierz Mikołaj Michalkiewicz

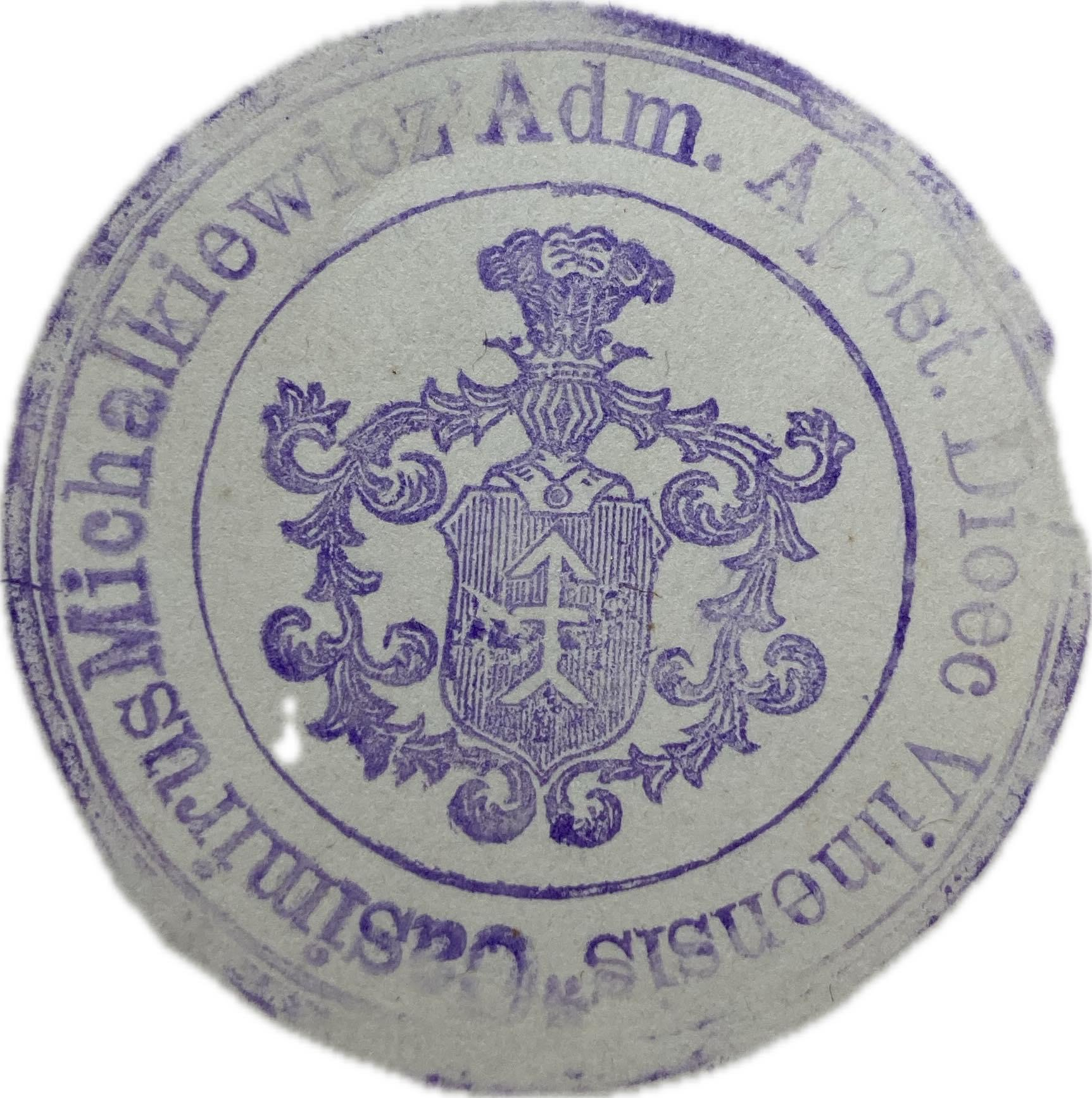
Pieczątka Kazimierza Mikołaja Michalkiewicza jako protonotariusza apostolskiego i administratora apostolskiego diecezji wileńskiej.

Kazimierz Mikołaj Michalkiewicz (ur. 1 lutego 1865 w Hoppeniszkach pow. Wiłkomierz na Żmudzi, zm. 16 lutego 1940 w Wilnie) – duchowny katolicki, sufragan wileński.

## Życiorys
Urodził się w rodzinie ziemiańskiej. Szkołę średnią ukończył w Wilnie. 23 października 1886 wyświęcony na kapłana, po święceniach odbył studia w Cesarskiej Rzymskokatolickiej Akademii Duchownej w Petersburgu. Wikariusz w Witebsku i Warkowie, proboszcz w Birżagole i Mińsku oraz kapelan twierdzy w Kronsztadzie. Kanonik wileński, protonotariusz apostolski i administrator apostolski diecezji wileńskiej w latach 1907–1918.
11 stycznia 1907 roku został wybrany na prezesa Polskiego Towarzystwa „Oświata” w Mińsku, którego zadaniem było krzewienie polskości na mińszczyźnie, jednak już w następnym roku wyjechał z Mińska, opuszczając zarazem to stanowisko.
Rozwinął działalność charytatywną i oświatową wśród Polaków na Wileńszczyźnie; zwolennik jej przyłączenia do Polski. Aresztowany przez Niemców i osadzony w klasztorze w Nadrenii. 12 stycznia 1923 mianowany biskupem pomocniczym wileńskim i biskupem tytularnym Thyatira, sakrę biskupią przyjął 10 czerwca 1923 z rąk abp. Jerzego Matulewicza. Wikariusz kapitulny w latach 1925–1927.

## Ordery i odznaczenia
- Krzyż Komandorski z Gwiazdą Orderu Odrodzenia Polski (10 listopada 1938)[2]
- Krzyż Komandorski Orderu Odrodzenia Polski (7 listopada 1925)[3]